# Associação Atlética Colatina
La Associação Atlética Colatina fue un equipo de fútbol de Brasil que jugó en el Campeonato Brasileño de Serie A, la primera división de fútbol en el país.

## Historia
Fue fundado el 13 de mayo de 1978 en el municipio de Colatina del estado de Espirito Santo, donde un año después juega por primera vez en el Campeonato Brasileño de Serie A donde es eliminado en la primera ronda logrando solo una victoria, con lo que es la primera vez que un equipo del interior del estado de Espirito Santo juega en la primera división nacional.
Durante la década de los años 1980 el club participó en el Campeonato Brasileño de Serie B en dos ocasiones, donde en ambas fue eliminado en la primera ronda y en 1981 jugó en el Campeonato Brasileño de Serie C donde terminó en el lugar 20 entre 24 equipos. En 1990 logra el título del Campeonato Capixaba y con ello participó nuevamente en la segunda división nacional en 1991 donde fue eliminado en la segunda ronda. En ese mismo año juega por primera vez en la Copa de Brasil donde es eliminado en la primera ronda por el Santa Cruz Futebol Clube de Recife.
Tras varios años en los torneos estatales logra la clasificación para el Campeonato Brasileño de Serie C en 1996 donde fue eliminado en la segunda ronda y tras finalizar su participación en el torneo nacional desaparece.

## Palmarés
- Campeonato Capixaba: 1

1990